# Ad hoc
Ad hoc [at hɔk] (lateinisch für „zu diesem, hierfür“) ist eine lateinische Phrase und bedeutet „für diesen Augenblick gemacht“ oder „zur Sache passend“. Im übertragenen Sinne bezeichnet ad hoc improvisierte Handlungen (vergleiche „aus dem Stegreif“) und Dinge, die speziell für einen Zweck entworfen wurden oder spontan aus einer Situation heraus entstanden sind, aus denen jedoch nicht ohne weiteres auf den allgemeinen Fall geschlossen werden darf.
- Ad-hoc-Befragungen in der Marktforschung sind auf bestimmte Probleme bzw. Fragen der Industrie bezogen.
- Mit Ad-hoc-Gesetzgebung wird eine gesetzgeberische Reaktion unter dem Einfluss einer öffentlichen Diskussion oder Medienberichterstattung zu einem bestimmten Thema bezeichnet. Beispiel: Änderung des Sozialhilferechts als Reaktion auf die Berichterstattung zu dem in Florida (USA) lebenden Sozialhilfeempfänger „Florida-Rolf“.
- Ad-hoc-Gruppen beschreiben anlassbezogen zusammengetroffene Gruppen in der Experimentalpsychologie oder sozialen Bewegungen, die sich nur zur Lösung eines einzelnen gemein definierbaren Problems austauschen und anschließend wieder auflösen. Dabei werden von den Teilnehmenden in der Regel keine Rollen eingenommen, sondern Einzelpositionen vertreten. Die 68er-Bewegung veranstaltete im Zuge dessen auch sogenannte Ad-hoc-Versammlungen.
- Eine Ad-hoc-Hypothese ist eine für den Einzelfall geschaffene wissenschaftliche Hilfskonstruktion mit dem Zweck, eine Theorie gegen ihr widersprechende Beobachtungen zu unterstützen.
- Das Ad-hoc laden an Ladestationen für Elektrofahrzeuge bezeichnet eine Zahlungsmethode bei der keine vorherige Registrierung (Kundenkonto / Abonnement / App) erforderlich ist.
- Eine Ad-hoc-Meldung enthält bestimmte, zur sofortigen Veröffentlichung vorgesehene, Tatsachen, die den Börsenkurs der zugelassenen (oder der, für die die Zulassung beantragt ist) Wertpapiere eines Unternehmens erheblich beeinflussen können. Die Pflicht zur Veröffentlichung einer Ad-hoc-Meldung ergibt sich aus § 26 WpHG.
- Ein Ad-hoc-Netz bezeichnet in der Informationstechnik eine drahtlose Netzwerktopologie zwischen zwei oder mehr Endgeräten, die ohne feste Infrastruktur auskommt. Es existiert auch als Ad-hoc-WLAN.
- Ein Ad-hoc-Orchester ist ein für ein spezielles Projekt zusammengestelltes Orchester, meist entweder für eine Veranstaltung oder für Tonaufnahmen.
- Im Bereich des Ad-hoc-Workflows spricht man von Vorgängen, die ohne Planung (Modellierung) ausgeführt werden. Das heißt, es werden Änderungen an bestehenden Instanzen zur Laufzeit vorgenommen, um beispielsweise auf unvorhergesehene Ereignisse reagieren zu können, ohne alles im Voraus schon fix durchgeplant zu haben. Die adaptiven Workflows bilden hierzu eine Untergruppe, denn sie erlauben zwar auch das spätere Anpassen von Prozessen an ein sich dynamisch änderndes Umfeld, gehen aber von einer vorangegangenen begrenzten Modellierung aus.